# Филлоглоссум Драммонда
Филлогло́ссум Дра́ммонда (лат. Phylloglossum drummondii) — вид монотипного рода равноспоровых плауновидных из семейства плауновых. Многолетняя клубневая трава необычного для плаунов строения, произрастающая на территории Австралии, Тасмании и Новой Зеландии. По-видимому, относится к экологической группе пирофитов: приурочены к скрэбу, подстилке эвкалиптовых лесов и некоторым сообществам травянистых однодольных, слабо конкурентоспособны в условиях стабильных сообществ, не подверженных периодическим пожарам.

## Этимология
Вид назван в честь австралийского ботаника и сборщика образцов растений Джеймса Драммонда. Родовое название образовано от др.-греч. φύλλων — лист и γλῶσσα — язык.

## Ботаническое описание
Спорофиты — небольшие травянистые растения, ежегодно развивающиеся из покоящихся в почве клубней (сезон вегетации — с осени до весны). В мае — июне на верхушке прорастающего клубня развивается розетка из нескольких узких листьев длиной около 2—3 см, от 1 до 3 корней, а также поземная ножка, на конце которой весной разовьётся новый клубень. Надземные части растения покрыты толстой кутикулой и несут устьица. Корни образуют эктомикоризу с грибами.
По мере развития спорофит формирует безлистную надземную ножку (обычно простую, реже вильчатую) длиной 3—4 см, на которой образуются немногочисленные спорофиллы, составляющие короткий стробил (около 7 мм длиной). Стерильные листья розетки служат для вегетативного размножения: они отламываются даже под очень лёгким механическим воздействием и, попав во влажную почву, развивают протокорм и подземную ножку, которая в благоприятных обстоятельствах успевает сформировать клубень до наступления сухого сезона. В конце сезона вегетации полностью отмирают все органы филлоглоссума за исключением молодых клубней.
Из распространяемых ветром спор развиваются мелкие гаметофиты (около 2—6 мм длиной), в зрелом состоянии — надземные, фотосинтезирующие. Строение сперматозоидов филлоглоссума в целом сходно с таковым у других плауновых, но характеризуется наличием не пары, а множества жгутиков (около 20). Аналогичная черта независимо возникла у плауновидных из порядка полушниковых (Isoetales).
Образующиеся на гаметофитах после оплодотворения молодые спорофиты в первые несколько сезонов формируют только по одном листу.

## Филогения
Долгое время родственные отношения филлоглоссума с другим плауновидными были предметом дискуссии. По данным молекулярной филогенетики на основе гена большой субъединицы рубиско (rbcL) вид сближают с родом баранцов (Huperzia). В связи с этим в 2011 году в ревизии современных плауновидных и папоротникообразных было предложено включить вид в состав рода баранцов в комбинации Huperzia drummondii, однако более позднее исследование этой группы плауновых, предпринятое в 2016 году, подтвердило самостоятельность рода.

## Сноски
1. 1 2  Kunze G. Phylloglossum genus novum ex ordine novo (нем.) // Botanische Zeitung. — Berlin, 1843. — Bd. 1. — S. 721—723. Архивировано 19 октября 2021 года.
2. 1 2  Christenhusz, M. J. M., X. C. Zhang, H. Schneider. A linear sequence of extant families and genera of lycophytes and ferns (англ.) // Phytotaxa. — 2011. — Vol. 19. — P. 7—54. — doi:10.11646/phytotaxa.19.1.2.
3. ↑  Род филлоглоссум (Phylloglossum) // Жизнь растений : в 6 т. / гл. ред. Ал. А. Фёдоров. — М. : Просвещение, 1978. — Т. 4 : Мхи. Плауны. Хвощи. Папоротники. Голосеменные растения / под ред. И. В. Грушвицкого, С. Г. Жилина. — 447 с. — 300 000 экз.
4. ↑  Whittier, D. P., J. E. Braggins. Observations on the mature gametophyte of Phylloglossum (Lycopodiaceae) (англ.) // American Journal of Botany. — 2000. — Vol. 87, no. 7. — P. 920—924. — doi:10.2307/2656989.
5. ↑  Renzaglia, K. S., D. P. Whittier. Spermatozoids of Phylloglossum drummondii are multiflagellated (англ.) // American Journal of Botany. — 1993. — Vol. 80. — P. 111.
6. ↑  Renzaglia, K. S., A. R. Maden. Microtubule organizing centers and the origin of centrioles during spermatogenesis in the pteridophyte Phylloglossum (англ.) // Microscopy Research and Technique. — 2000. — Vol. 49. — P. 496—505. — doi:10.1002/(SICI)1097-0029(20000601)49:5<496::AID-JEMT12>3.0.CO;2-H.
7. ↑  Renzaglia, K. S., D. J. Garbary. Motile gametes of land plants: diversity, development, and evolution (англ.) // Critical Reviews in Plant Sciences. — 2001. — Vol. 20, no. 2. — P. 107—213. — doi:10.1080/20013591099209.
8. ↑  Wikström, N., P. Kenrick. Phylogeny of Lycopodiaceae (Lycopsida) and the relationships of Phylloglossum drummondii Kunze based on rbcL sequences (англ.) // International Journal of Plant Sciences. — 1997. — Vol. 158, no. 6. — doi:10.1086/297501.
9. ↑  Wikström, N. Diversification and relationships of extant homosporous lycopods (англ.) // American Fern Journal. — 2001. — Vol. 91, no. 3. — P. 150—165. — doi:10.1640/0002-8444(2001)091[0150:daroeh]2.0.co;2.
10. ↑  Field A. R., W. Testo, P. D. Bostock, J. A. M. Holtum, M. Waycott. Molecular phylogenetics and the morphology of the Lycopodiaceae subfamily Huperzioideae supports three genera: Huperzia, Phlegmariurus and Phylloglossum (англ.) // Molecular Phylogenetics and Evolution. — 2016. — Vol. 94. — P. 635—657. — doi:10.1016/j.ympev.2015.09.024.